# تاس‌ماهی ژاپنی
تاس‌ماهی ژاپنی (نام علمی: Acipenser schrenckii) نام یک گونه از تیره ماهیان خاویاری است.